# Rail Rebecq Rognon
| Maffei-Lokomotive |                     |                        |                   |
| |                     |                        |                   |
| Streckenlänge: | 3,8 km              |                        |                   |
| Spurweite: | 600 mm (Schmalspur) |                        |                   |
| |                     |                        |                   |
| \| \| 0 \| Rebecq \| Rebecq \| \| \| \| Marais à Scaille \| \| \| \| \| Pierreux \| \| \| \| \| Brücke von Cabecq \| \| \| \| \| Erste Fünfbogenbrücke \| \| \| \| \| Pont de l’Anglais \| \| \| \| \| Block U \| \| \| \| \| Zweite Fünfbogenbrücke \| \| \| \| \| Brücke von Rognon \| \| \| \| 3,8 \| Rognon \| Rognon \| |                     |                        |                   |
| Kopfbahnhof Streckenanfang | 0                   | Rebecq                 | Rebecq            |
| Bahnübergang |                     | Marais à Scaille       | Marais à Scaille  |
| Bahnübergang |                     | Pierreux               | Pierreux          |
| Brücke |                     | Brücke von Cabecq      | Brücke von Cabecq |
| |                     | Erste Fünfbogenbrücke  |                   |
| Strecke mit Straßenbrücke |                     | Pont de l’Anglais      | Pont de l’Anglais |
| Bahnhof |                     | Block U                | Block U           |
| |                     | Zweite Fünfbogenbrücke |                   |
| Brücke |                     | Brücke von Rognon      | Brücke von Rognon |
| Kopfbahnhof Streckenende | 3,8                 | Rognon                 | Rognon            |

Rail Rebecq Rognon (kurz RRR oder auch französisch Petit Train Du Bonheur) ist eine Museums-Schmalspurbahn mit einer 3,8 Kilometer langen Strecke mit einer Spurweite von 600 mm in Belgien.

## Geschichte
Der Eisenbahnenthusiast Erik Goegebeurs erwarb 1972 auf Anraten seines Schwiegervaters eine 9 Tonnen schwere Schmalspur-Dampflokomotive, die in einer Zeitung zum Verkauf ausgeschrieben worden war. Er stellte die Lokomotive, die 1911 von Orenstein & Koppel in Deutschland gebaut worden war, auf den Hof seines Betriebes. Sie sah unter ihrer Rostschicht etwas bemitleidenswert aus, aber alle wichtigen Funktionsteile waren noch vorhanden. Nach einer optischen und mechanischen Generalüberholung war die Lokomotive wieder fahrbereit.
1973 erwarb er das ehemalige Weichenwärterhaus von Rognon, den Block U, der an der Gabelung der ehemaligen Linien 115 (Braine-l'Alleud – Tubize – Rebecq – Braine-le-Comte) und 123 (Enghien – Braine-le-Comte) lag, die beide bis 1988 abgebaut wurden, deren Gleisbett aber, obwohl von der Vegetation überwuchert, erhalten blieb. Da er eine Lokomotive und ein Weichenwärterhaus besaß, kam er auf die Idee, seine Dampflokomotive auf einem an seinem Haus vorbeiführenden Gleis fahren zu lassen. Er setzte sich schnell mit den Gemeindebehörden in Verbindung und erhielt vom Bürgermeister Marcel Bartholomé, der Pistache genannt wurde, und dem Gemeindesekretär André Fagnard eine positive und enthusiastische Antwort.
Nach einigen Jahren Bauzeit wurde der Petit train du bonheur im Frühjahr 1977 eingeweiht und wird inzwischen von einem gemeinnützigen Verein betrieben.

## Bahnhöfe
Die Bahn hat 3 Bahnhöfe: Rebecq, Bloc U und Rognon.

### Rebecq
Der Bahnhof von Rebecq ist ein ehemaliger Vizinal- und SNCB-Bahnhof. Das Bahnhofsgebäude ist noch vorhanden, und in diesem wird der Empfang der Reisenden organisiert. Aus praktischen Gründen fährt der Zug jedoch nicht bis zum Bahnhofsgebäude. Es gibt nämlich eine ziemlich große Straße, die direkt am Bahnhof vorbeiführt, und es ist nicht unbedingt einfach, sie mit dem Zug zu überqueren. Deshalb befindet sich der Bahnsteig auf der anderen Seite der Straße. Es gibt ein Gleis am Bahnsteig sowie parallel dazu ein Rangiergleis zum Umsetzen der Lokomotiven.

### Block U
In Block U ist das Depot des Vereins untergebracht. Seit der Einrichtung einer Bar und gastronomischer Einrichtungen wurde die viergleisige Anordnung geändert. Seitdem ist das Depot in zwei Teile geteilt (Rebecq-Seite und Rognon-Seite). Die Abstellgleise auf der Rebecq-Seite werden kaum noch genutzt. Auf der Rognon-Seite werden die Gleise hauptsächlich zum Abstellen von Lokomotiven genutzt.

### Rognon
Der Bahnhof Rognon, ein ehemaliger SNCB-Abzweigbahnhof, ist eigentlich eher ein Haltepunkt, der aus einem Bahnsteig und einem Rangiergleis besteht. Er ist die Endstation der Strecke. Es gibt eine Sackgasse, die vom Hauptgleis aus zugänglich ist. Die Weiche, die auf das Rangiergleis führt, ist vom Hauptgleis aus in Richtung Sackgasse befahrbar und vom Sackgassengleis aus in Richtung Rangiergleis fixiert. Auf der Streckenseite (Bahnhofseinfahrt) gibt es eine Weiche in Sonderbauform.

## Lokomotiven und Wagen
Der Verein betreibt derzeit eine betriebsfähige Dampflokomotive, zwei betriebsfähige Diesellokomotiven und fünf Personenwagen (davon einer für Fahrgäste mit eingeschränkter Mobilität) sowie einige Arbeitswagen. Drei weitere Diesellokomotiven und zwei weitere Dampflokomotiven sind nicht einsatzbereit.
| Hersteller | Werks-Nr. | Baujahr | Name            | Foto | Bauart | Spurweite | Antrieb Leistung | Geschichte |
| ---------- | --------- | ------- | --------------- | ---- | ------ | --------- | ---------------- | --- |
| Maffei     | 2842      | 1905    | Arthur          |      | B n2t  | 600 mm    | Dampf            | Erst Armee, später Bau des Albert-Kanals und betriebsbereite Ausstellung in Etterbeek, seit 2003 bei Rail Rebecq Rognon, benannt nach einem ehrenamtlichen Mitarbeiter aus der Anfangszeit der Rail Rebecq Rognon. 2018 Kesselschaden. |
| O&K        | 3053      | 1908    | Aquilla         |      | B n2t  | 600 mm    | Dampf 50 PS      | Erst Wuytack de Gand, Belgien, später S. A. de Beton Belges, schließlich Rail Rebecq-Rognon |
| O&K        | 4852      | 1911    | Pistache        |      | B n2t  | 600 mm    | Dampf 50 PS      | Erst Wuytack de Grand, Brüssel, später N° 6 SA de Beton Belges, Seit 1977 Rail Rebecq-Rogon Nach dem Tod von Erik Goegebeur im Jahr 2004 wurde die Lokomotive an die Schmalspurbahn in Saint-Amand-les-Eaux in Frankreich verkauft, wo sie immer noch unter dem Namen Pistache fährt. |
| O&K        | 11908     | 1929    | Birland         |      | Bn2t   | 600 mm    | Dampf            | Erst AG für Zellstoff und Papierfabrikation, Werk Stockstadt, ab 1965 Dolly 1 Geisenheim-Johannisberg, ab 1985 Deutsches Dampflokmuseum DDM, Neuenmarkt-Wirsberg, ab 1985 Buschhoven, ab 1986 Birland Rail Rebecq-Rognon. Der Name ist ein Kofferwort der Vornamen von Birgit und Roland Bude. Die ersten Fahrten bei der RRR 1987 gab es anlässlich des 10-jährigen Jubiläums des Vereins. |
| Alan Keef  |           | 1973/74 | Paula ex Trixie |      | Bn2t   | 600 mm    | Dampf            | Erst Bala Lake Railway, später Meirion Mill Railway, ab 1976/77 bei der Rail Rebecq Rognon, danach Noisy-sur-Ecole. |
|            |           |         | Marraine 6003   |      |        | 600 mm    | Diesel           | |
|            |           |         | 6004            |      |        | 600 mm    | Diesel           | |
| Moës       |           | 1940    | Jules           | Foto |        | 600 mm    | Diesel           | |